# الفاجارین
الفاجارین (به اسپانیایی: Alfajarín) یک شهرستان در اسپانیا است که در استان ساراگوسا واقع شده‌است.